# Província de Dnipropetrovsk
La província de Dnipropetrovsk o óblast de Dnipropetrovsk (en ucraïnès: Дніпропетро́вська о́бласть, transcrit al català: Dnipropetrovska óblast, transcrit al català indicant els signes suaus o febles: Dnipropetrovs'ka óblast; transliterat: Dnipropetrovs'ka oblast; nom informal: Дніпропетро́вщина, transcrit: Dnipropetróvsxyna) és una óblast (província) d'Ucraïna Central. La capital és Dniprò (Дніпро)- ha passat de dir-se Dnipropetrovsk a dir-se igual que el riu el 2016- i està emplaçada al centre de l'óblast, a la riba del riu del mateix nom, el Dniprò, el riu més important d'Ucraïna, que talla l'óblast en dues parts.
Limita amb les províncies de Poltava i Khàrkiv al nord, la de Donetsk a l'est, les de Kherson i Zaporíjia al sud, i les de Mikolaiv i Kirovohrad per l'oest.

## Geografia física

### Relleu
La província té un relleu de plana ondulada (altituds mitjanes de 100—200 m). Al nord-oest es troba la terra alta del Dniprò o del pre-Dniprò (Придніпро́вська височина́, Prydniprovska vyssotxynà, altitud màxima de 192 m), que va baixant progressivament en direcció sud-est fins "caure" a la vall del Dniprò en un esglaó escarpat. A l'extrem sud, la terra alta fa una transició progressiva fins a arribar a la depressió prelitoral de la Mar Negra (Причорномо́рська низовина́, Prytxornomorska nyzovynà). La riba esquerra de l'óblast està ocupada per la depressió del Dniprò o del pre-Dniprò (Придніпро́вська низовина́, Prydniprovska nyzovynà), mentre que a l'extrem sud-est de l'óblast es troba el principi de la terra alta del Pre-Azov o la terra alta prelitoral de la mar d'Azov (Приазовська височина, Pryazovska vyssotxynà). El territori de l'óblast està tallat per l'acció de rius en pregones clotades, congosts i barrancs.

### Hidrografia

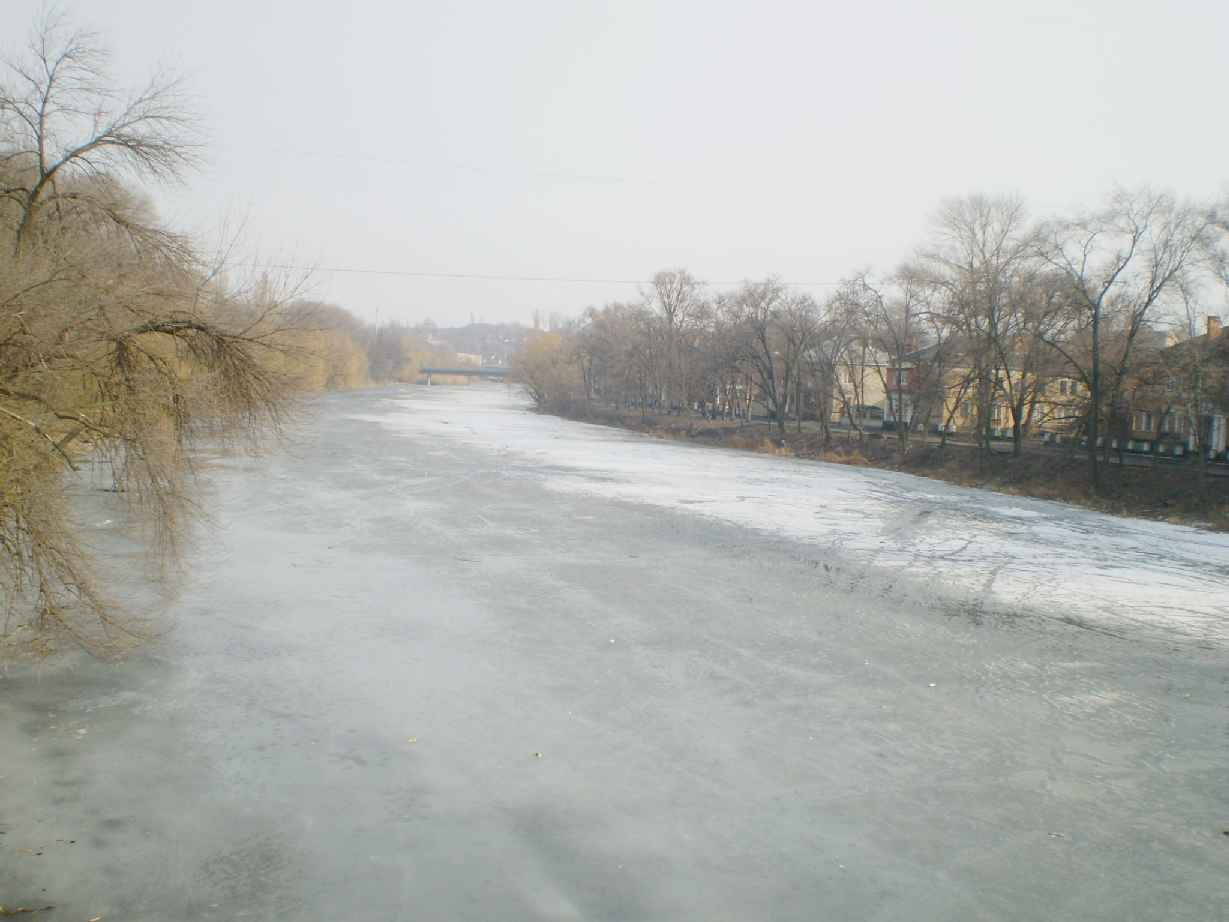
El riu Inhulets al seu pas per Kriví Rih a l'hivern

Uns 217 rius banyen el territori de l'óblast, 55 dels quals superen els 25 km de llargada.
Els principals rius que travessen la província són:
- El Dniprò, que passa pel mig de l'óblast, "tallant-la en dues" de nord a sud. Els embassaments del Dniprò, anomenats de Dniprodzerjinsk, del Dniprò i de Kakhovka, es troben parcialment dins l'óblast.
  - Samara (Сама́ра), afluent del Dniprò. No s'ha de confondre amb el riu Samara de Rússia, afluent del Volga.
    - Vovtxa (Вовча, 323 km, afluent del Samara). El nom vol dir "del llop". En temps dels Cosacs de Zaporíjia, es deia Vovtxi Vody, "Aigües de Llops" (Вовчі Води). Travessa les óblasts de Donetsk i Dnipropetrovsk. Passa per la ciutat de Pavlohrad i els assentaments de tipus urbà de Vassylkivka (Васильківка) i Pokrovske (Покровське), tots ells a l'óblast de Dnipropetrovsk. No s'ha de confondre amb el Vovtxa afluent del Síverskyi Donets.

  - Orill (Оріль)
  - Bazavluk (Базавлук)
  - Mokra Sura (Мокра Сура)
  - Inhulets (Інгулець)
    - Saksahan (Саксагань)
- Jovta o Jovti Vody (річка Жовта o Жовті Води, literalment "riu groc" o "aigües grogues")
- Velyka Ternivka (Велика Тернівка, "Gran Ternivka")

### Ecoregions, Flora i Fauna
El territori de la província consisteix en estepa, amb un total de 3,9% de coberta forestal.
El clima suau, les fonts d'aigua mineral i el fang curatiu proporcionen oportunitats per relaxació i cures a la regió, on hi ha 21 estacions termals i sanatoris, i 10 "cases de descans" o vacances i campaments d'estiueig per a nens i nenes.
La província de Dnipropetrovsk té una esplèndida flora i fauna. Hi ha més de 1.700 espècies de plantes i 7.500 espècies d'animals (entre ells: l'ant, porc senglar, diferents espècies de cérvol, cabirols, llebres, guineus, llops, etc.). També té 114 parcs i reserves naturals, dels quals 15 són reserves nacionals; 3 espais naturals protegits, 24 parcs locals; 7 parcs naturals paisatgístics i 3 espais naturals, que sumen uns 260 kilòmetres quadrats de superfície.

### Clima
La temperatura mitjana a l'hivern oscil·la entre -5 °C i -7 °C, a l'estiu, entre +22 °C i +23 °C. La precipitació anual mitjana oscil·la entre 400-490 mm.

### Parcs Naturals
- Reserva natural Dniprò - Orill (Дніпровсько-Орільський заповідник), situat al vall del Dniprò, a la riba esquerra del mateix i seguint el seu afluent Orill (Оріль), comprèn un paisatge de plana d'inundació o fluvial i bosc de ribera.

## Política i govern

### Divisions administratives
La província de Dnipropetrovsk està dividida en 22 raions (sing. район, raion, pl. райо́ни, raion·y, subdivisió administrativa similar a les nostres comarques) i 13 ciutats que no depenen d'un raion sinó directament de l'óblast. Aquestes últimes són les ciutats de: 
Jovti Vody (Жовті Води), Kamianske (Кам'янське), Kriví Rih (Кривий Ріг), Màrhanets (Марганець), Níkopol (Нікополь), Novomoskovsk (Новомосковськ), Pavlohrad (Павлоград), Perxotràvensk (Першотравенськ), Pokrov (Покров), Synélnykove (Синельникове), Ternivka (Тернівка), Vilnohirsk (Вільногірськ) i la capital de l'óblast, Dniprò (Дніпро).
L'óblast té un total de 1.504 punts poblats:
- 20 ciutats (sing: мі́сто, misto, plural: мі́ста, mista), 7 de les quals depenen d'un raion;
- 46 "assentaments de tipus urbà" o SMTs (un смт, smt, се́лище місько́го ти́пу, sélysxe miskoho typu, és un municipi amb estatus de vila, és a dir, entre un poble i una ciutat);
- 1.369 pobles (село́, seló); i...
- 69 llogarrets (се́лище, sélysxe, tot sol).

### Principals ciutats
- Dniprò (Дніпро, abans del 1926, Катеринослав, Katerynoslav; en rus: Екатеринославъ, Iekaterinoslav; del 1797 al 1802, breu període com a Новоросійськ, Novorossiisk, després Katerynoslav de nou. El 1926, es va anomenar Дніпропетрівське, Dnipropetrivske en honor del bolxevik Hryhorii Ivànovytx Petròvskyi, Григо́рій Іва́нович Петро́вський. Després es va transformar en Дніпро-Петровське, Dniprò-Petrovske, després Дніпропетровськ, Dnipropetrovsk, a la dècada del 1930, i finalment al seu nom actual el 2016). És la capital de l'óblast i la tercera ciutat més gran d'Ucraïna en nombre d'habitants. També forma la part central de l'aglomeració urbana del Dniprò (2 milions d'habitants).
- Jovti Vody (Жо́вті Во́ди), emplaçat a la riba del Jovta o Jovti Vody (річка Жовта o Жовті Води, literalment "riu groc" o "aigües grogues"), riu que li dona el nom.
- Kamianske (Кáм'янське, del 1936-2016: Dniprodzerjinsk)
- Kriví Rih (Криви́й Ріг, literalment: "Banya torta" o "Meandre tort"), la ciutat més gran d'Ucraïna que no és capital de província, forma el centre de l'aglomeració urbana de Krivyi Rih (Криворізька агломерація). Està emplaçada a l'aiguabarreig del Saksahan i l'Inhulets.
- Màrhanets (Ма́рганець, abans del 1926, era el poble de Городище, Horodysxe; del 1926 a 1940: el poble i després ciutat de Комінтерн, Komintern)
- Níkopol (Ні́кополь, abans del 1781, Микитин Ріг, Mykýtyn Rih, Микитин Перевіз, Mykýtyn Pereviz о Микитине, Mykýtyne; a partir del 1775, Слов'янське, Sloviànske). La ciutat està emplaçada a la riba del Dniprò (de fet, de l'embassament de Kakhovka), lloc on originalment existia un transbordador, d'aquí el nom de Mykýtyn Pereviz, "Transbordador de Mykyta". El cosac Mykyta Tsýhan (Микита Циган, "Mykyta el gitano") dona nom al lloc.
- Novomoskovsk (Новомоско́вськ, abans del 1687, Самарчик o Самарчук, transcrits: Samartxyk o Samartxuk; del 1687-1794, Самар, Нова Самар o Новосе́лиця, transcrits: Samar, Nova Samar o Novossélytsia; a partir del 1794, el nom actual)
- Pokrov (Покро́в). Un nombre de pobles es van fundar el 1883 al voltant d'unes mines. El 1956, els pobles es converteixen en municipi sota el nom actual, que prové del funcionari soviètic d'origen georgià a l'època de Stalin Sergó Ordjonikidze.
- Pavlohrad (Павлогра́д), ciutat de la regió minera del Donbàs (conca del Don) oriental.
- Perxotràvensk (Першотра́венськ, literalment "[ciutat] de Primer de Maig"), ciutat fundada el 1954.
- Synélnykove (Сине́льникове)
- Ternivka (Тернівка), a la riba del Velyka Ternivka (Велика Тернівка, "Gran Ternivka")
- Vilnohirsk (Вільногі́рськ)

## Cultura

### Llocs i dades d'interès

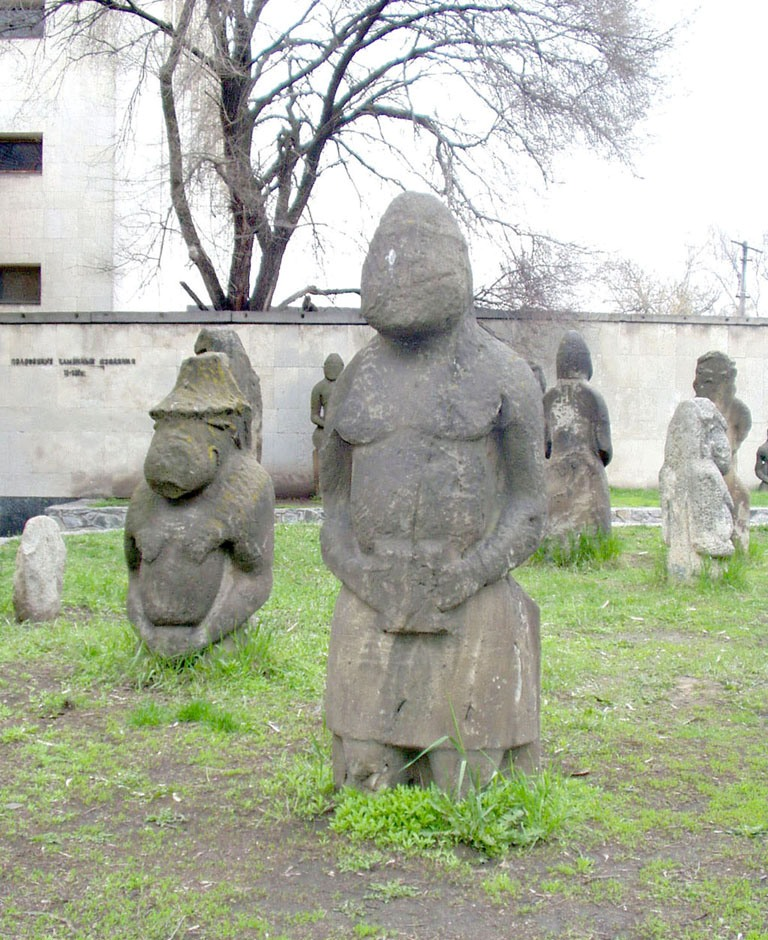
"Babyi" o "iaies", antigues esteles antropomòrfiques dels escites i cumans, museu d'història Dmytró Iavornytskyi, Dniprò.

- Museu d'història de Dniprò "Dmytró Iavornytskyi" (Дніпровський історичний музей ім. Дмитра І. Яворницького) a Dniprò, anomenat en honor de Dmytró Ivànovytx Iavornytskyi (Дмитро́ Іва́нович Яворни́цький, 1855-1940), historiador, arqueòleg, etnògraf, folklorista, lexicògraf, escriptor, estudiós de la història dels cosacs ucraïnesos, soci actiu de l'acadèmia nacional de ciències d'Ucraïna, col·leccionista d'artefactes i fundador del museu, a més d'un dels seus directors. El museu conté, entre altres coses, una col·lecció única d'esteles antropomòrfiques antigues, de les cultures escites i cumanes, anomenades "baby" o "iaies" (ucraïnès: ба́би, "iaies". No es pronuncia com la paraula anglesa "baby").

- El poble (ara assentament de tipus urbà) de Petrykivka (Петрикі́вка), famós per la seva escola de pintura popular i art decorativa anomenada "Pintura de Petrykivka" (Петриківський Розпис, Petrykivskyi Ròzpys). Principalment consisteix en una tècnica de dissenys florals sobre fusta, tela, paper. Alguns dels mestres més coneguts són, d'abans: Tetiana Pata (Тетяна Якимівна Пата, 1884 - 1976), Hanna Pavlenko (Ганна Павленко), Nadia Avràmivna Bilokin (Наді́я Авра́мівна Білокі́нь, 1893 - 1981), Oryxka Pylýpenko (Оришка Пилипенко); d'ara: Marfa Ksenofòntivna Tymtxenko (Ма́рфа Ксенофо́нтівна Ти́мченко, 1922), Fedir Sàvovytx Pankó (Федір Савович Панко), Vassyl Sokolenko (Василь Соколенко) i Zoia Kudix (Зоя Кудіш), entre d'altres. Vegeu exemples de l'art a: Pàgina sobre la pintura de Petrykivka (en anglès); Pàgina d'una escola d'educació infantil a Petrykivka on mostren exemples de l'art (en ucraïnès); una pàgina sobre mestres de l'art Arxivat 2009-04-30 a Wayback Machine. (mig en ucraïnès, mig en rus); Grup infantil de pintura de Petrykivka Arxivat 2009-12-13 a Wayback Machine. (en ucraïnès)

- La fortalesa de Kodak (ucraïnès: Ко́дацька фортеця o Кодак, transcrit: Kodatska fortètsia o Kodak; avui Kaidaký; polonès: Kudak, del turc "koi" - poble, i "dah" o "dagh" - muntanya, o sigui, poble sobre una muntanya), antiga fortalesa a la riba dreta del Dniprò, uns 10 km riu avall de Dnipropetrovsk, al territori del poble de Stari Kaidaký o Stari Kodaký (Старі Кайдаки, Старі Кодаки). Construïda el 1635 per ordre dels polonesos per controlar els cosacs de la "sytx" de Zaporíjia, no permetre que els pagesos locals ajuntessin forces amb aquells i guardar la frontera del seu reialme, fou presa pels cosacs sota Ivan Sulima el mateix 1635 i destruïda, i els supervivents dels aproximadament 200 soldats mercenaris alemanys que hi lluitaven foren executats. El 1639, els polonesos ja l'havien fet reconstruir de nou, doblant-li la superfície. Durant la revolució liderat pel cosac Bohdan Khmelnitski el 1654, les forces poloneses van capitular després d'un setge de set mesos, i quan es van assabentar de la derrota de la batalla de Pyliavtsi. Després de 1654, els cosacs van ocupar la fortalesa. El 1711, a l'època de l'imperi Rus, Pere el Gran el va fer derruir. Ara només són ruïnes, però és un lloc popular de visita pels turistes nacionals.

- El militar que va construir la fortalesa de Kodak original, l'arquitecte militar francès, Guillaume le Vasseur de Beauplan (Dieppe?, 1600-1673, Rouen), també va escriure un llibre sobre Ucraïna, la Déscription de l'Ukraine, de fet, el títol original era el següent, i va amb un error: Description d'Ukranie qui sont plusiers Provinces du Royaume de Pologne, (Rouen 1650), escrit amb informació que va col·leccionar in situ i lloant l'amor a la llibertat dels cosacs. Es pot llegir el text original a la pàgina Izbòrnyk (Recull) sobre la història d'Ucraïna.

### Teatres, Circs, Festivals
- Festival històrico-cultural "Mamai-Fest" (історико-культурологічний фестиваль «Мамай-fest»), Festival anual a Kamianske, consisteix en conferències, concerts, exposicions d'art, pel·lícules, obres de teatre, humor, etc. al voltant de la figura emblemàtica del Cosac Mamài. Té lloc al museu d'història de Kamianske. Vegeu la pàgina oficial del festival i la del museu d'història de Kamianske.

- Teatre "Kryk" d'un sol actor (Театр одного актору «Крик»). A part de tots els teatres normals i típics, a Dniprò, hi ha també aquest teatre, en el que una sola persona, el dramaturg Mykhailo Vassýliovytx Mélnyk (Михайло Васильович Мельник), el fa funcionar, fa la música, l'actuació (com a únic actor), els guions, etc.

- Circ de Dniprò, com és típic a Ucraïna, i en particular a les capitals d'óblast, a Dniprò també hi ha un circ (com també un teatre de titelles). Vegeu una foto de l'edifici del circ a aquesta pàgina.

### Personatges de l'óblast

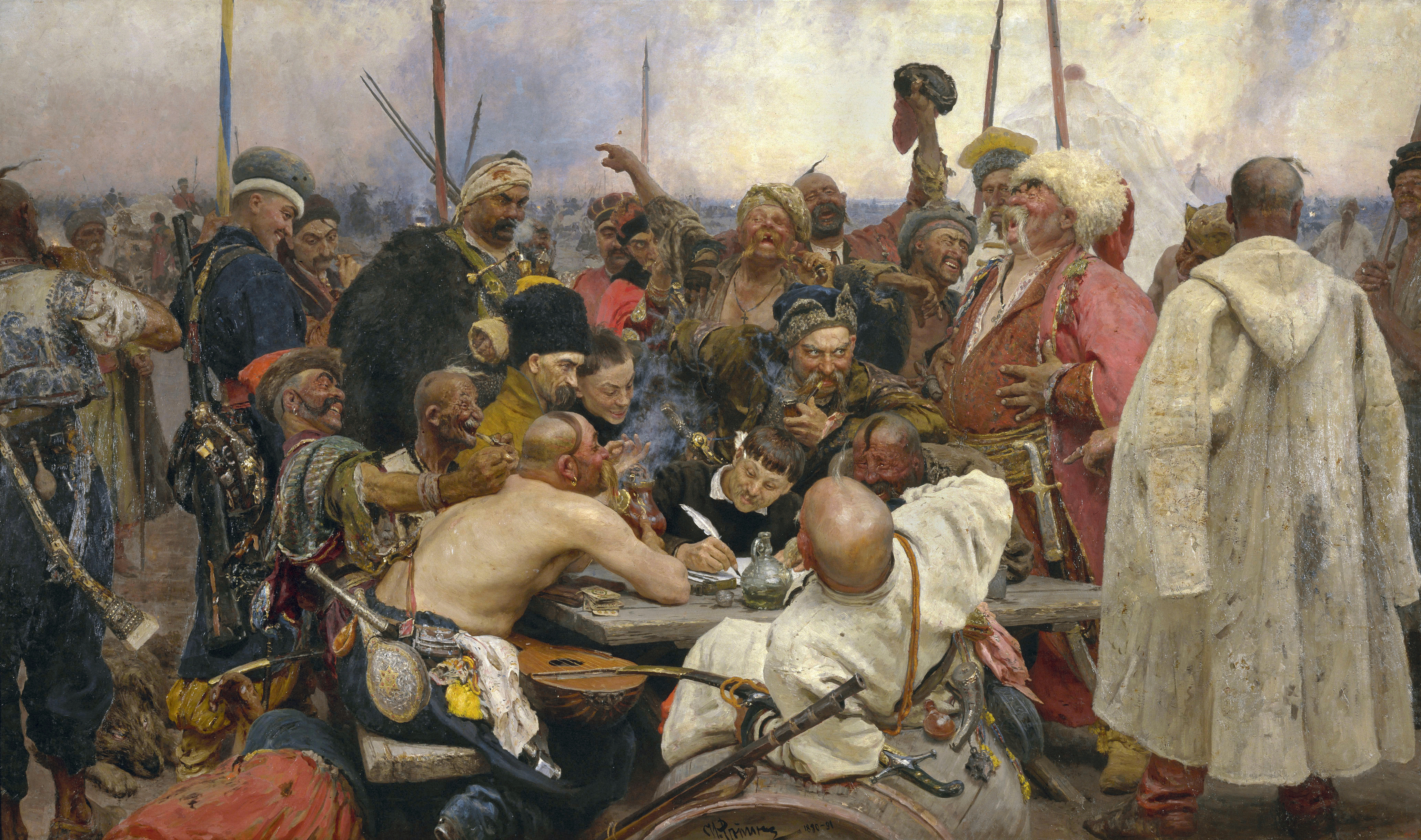
Els Cosacs de Zaporíjia escriuen una carta al soldà turc (1880-91), pintura d'Ilià Repin on apareix el retrat de Dmytró Iavornytskyi, que posa per la figura central de la pintura, fent de secretari o escrivà.

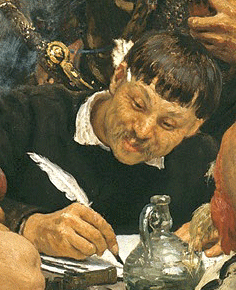
Detall de la pintura mostrant el secretari.

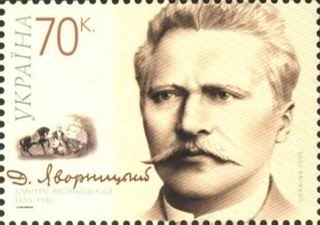
Segell ucraïnès amb la imatge de Iavornytskyi

#### Del camp de la cultura

##### Mestres destacats de la Pintura de Petrykivka
D'abans:
- Tetiana Iakýmivna Pata (Тетяна Якимівна Пата, 1884 - 1976)
- Hanna Pavlenko (Ганна Павленко)
- Nadia Avràmivna Bilokin (Наді́я Авра́мівна Білокі́нь, 1893 - 1981)
- Oryxka Pylýpenko (Оришка Пилипенко)

D'ara:
- Marfa Ksenofòntivna Tymtxenko (Ма́рфа Ксенофо́нтівна Ти́мченко, 1922)
- Fedir Sàvovytx Pankó (Федір Савович Панко)
- Vassyl Sokolenko (Василь Соколенко)
- Zoia Kudix (Зоя Кудіш)

Última generació:
- Natalka Rybak (Наталка Рибак)
- Volodýmyr Padun (Володимир Падун)
- Olena Vassýlieva (Оленa Васильєвa)

##### Altres al camp de la cultura
- Dmytró Ivànovytx Iavornytskyi (Дмитро́ Іва́нович Яворни́цький, 1855-1940), historiador, arqueòleg, etnògraf, folklorista, lexicògraf, escriptor, estudiós de la història dels cosacs ucraïnesos, soci actiu de l'acadèmia nacional de ciències d'Ucraïna, col·leccionista d'artefactes i fundador del museu d'història de Dniprò, abans de Katerinoslav, a més d'un dels seus directors. Va fer de model per algunes de les pintures d'Ilià Repin, en particular Els Cosacs de Zaporíjia escriuen una carta al Sultan turc (1880-91), una pintura que descriu el moment en què els Cosacs escriuen una carta insultant i en vers en resposta a una carta del Sultan Mehmed IV de l'imperi Ottomà demant-li's de sotmetre's al seu poder. Els historiadors ucraïnesos i russos mantenen que la carta és un document històric, mentre que alguns estudiosos anglosaxons afirmen que és un invent literari.[1]
- Mikhaïl Nekritx, músic d'origen rus que viu a Dniprò
- Víktor Pintxuk, vegeu sota "oligarques"

#### Científics
- Mykola Petróvytx Brusnetsov (Микола Петрович Бруснєцов, 1925), enginyer informàtic, inventor treballant en el camp de la informàtica i de la matemàtica computacional i tècniques d'exploració en geofísica.

#### Esportistes
- Oksana Serhíïvna Baiul (Окса́на Сергі́ївна Баю́л, 1977), patinadora professional, campiona olímpica en patinatge artístic sobre gel el 1994, medalla d'or als campionats mundials el 1993, i medalles d'argent als campionats d'Europa el 1993 i '94.

#### Religiosos
- Menachem Mendel II Schneersohn (ucraïnès: Менахем-Мендл Шнеерсон, transcrit: Menàkhem Mendl Xneerson, Mikolaiv, 1902 - Nova York, 1994), rabí del judaisme ortodox i setè i últim Rebbe o líder espiritual del moviment hassídic de Khabad-Liubàvytx (ucraïnès: Хабад-Любавич), també fou conegut com el Rabí de Lubàvitx o simplement "el Rebbe", entre els hassidistes. Va viure la infància i joventut a l'óblast.

#### Gent de negocis, oligarques
- Víktor Pintxuk (Ві́ктор Миха́йлович Пінчу́к), oligarca ucraïnès i fundador de la Fundació Víktor Pintxuk, de finalitats filantròpiques, que està darrere del Pintxuk Art Center a Kíev i moltes altres iniciatives culturals.

#### Polítics
- Leonid Bréjnev (ucraïnès: Леоні́д Іллі́ч Бре́жнєв, transcrit: Leonid Il·litx Brèjniev)
- Leonid Kutxma (Леоні́д Дани́лович Ку́чма)
- Iúlia Timoixenko (Ю́лія Володи́мирівна Тимоше́нко, 1960)
- Pavló Lazarenko

## Economia
L'óblast de Dnipropetrovsk té una alta potencial industrial. Hi ha 712 organitzacions industrials bàsiques treballant en 20 camps diferents d'activitat econòmica, amb uns 473.4 mil treballadors. La regió produeix un 16,9% del producte industrial de tota Ucraïna. Això posa l'óblast en segon lloc, darrere de l'óblast veïna de Donetsk.

## Galeria d'imatges

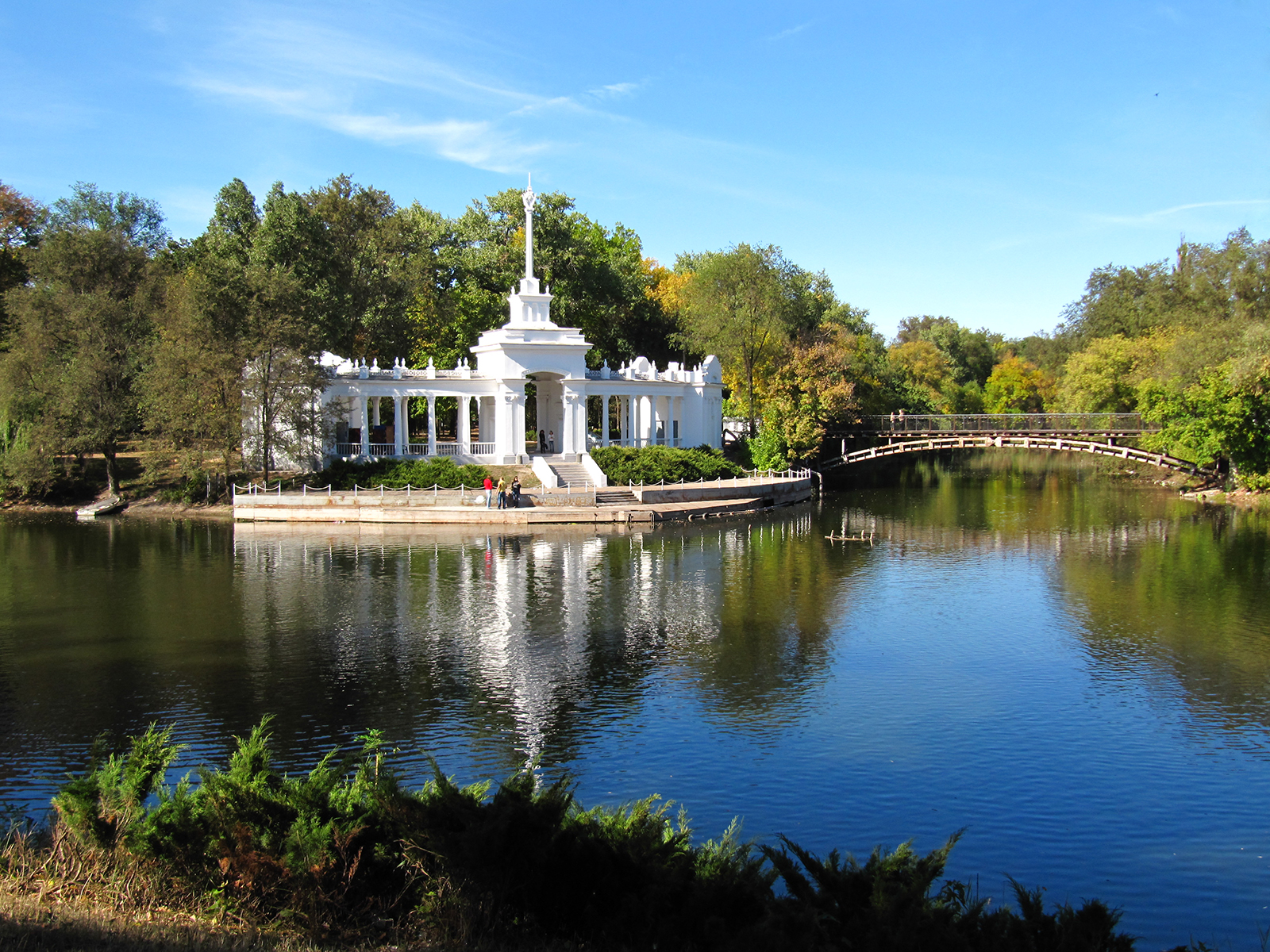
Antic embarcador del transbordador a Kriví Rih, a l'aiguabarreig del Saksahan (Саксагань) amb l'Inhulets (Інгулець)

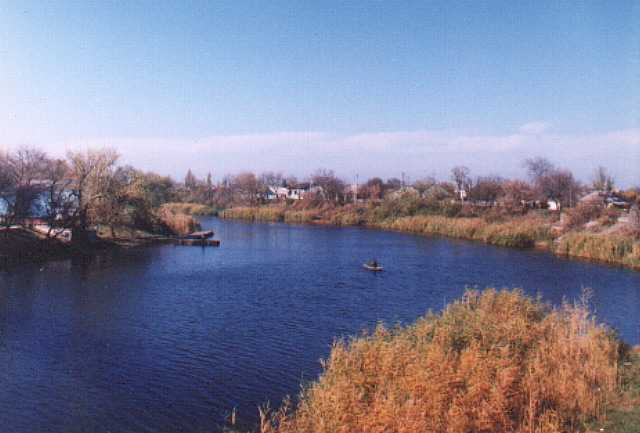
El Vovtxa al seu pas per Pavlohrad.

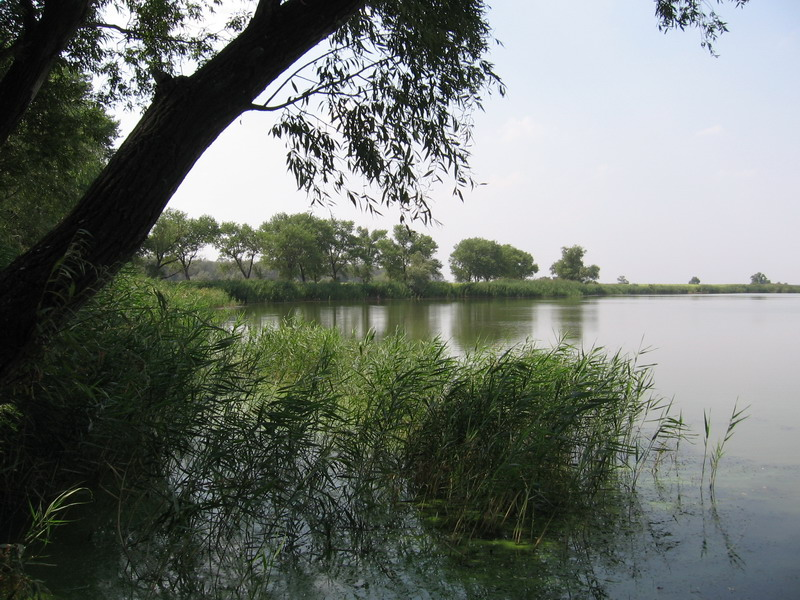
El riu Samara, afluent del Dniprò.
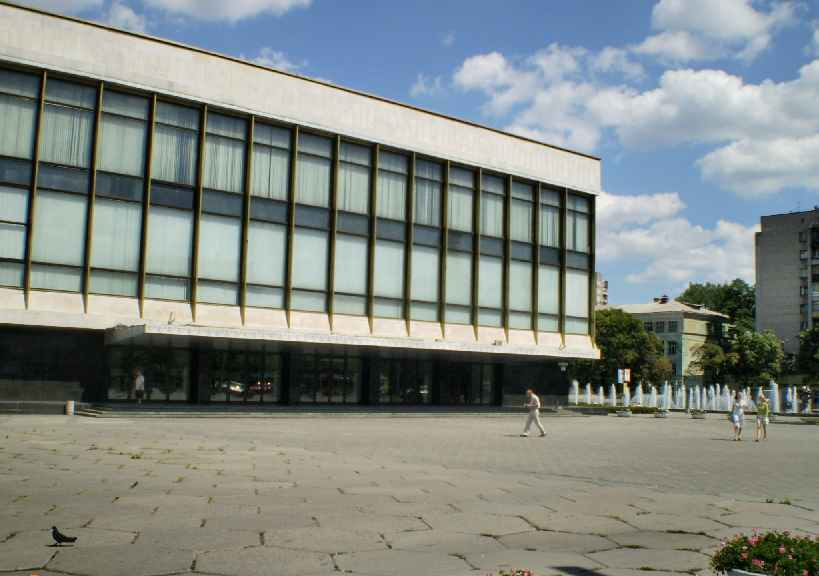
L'ópera de Dniprò
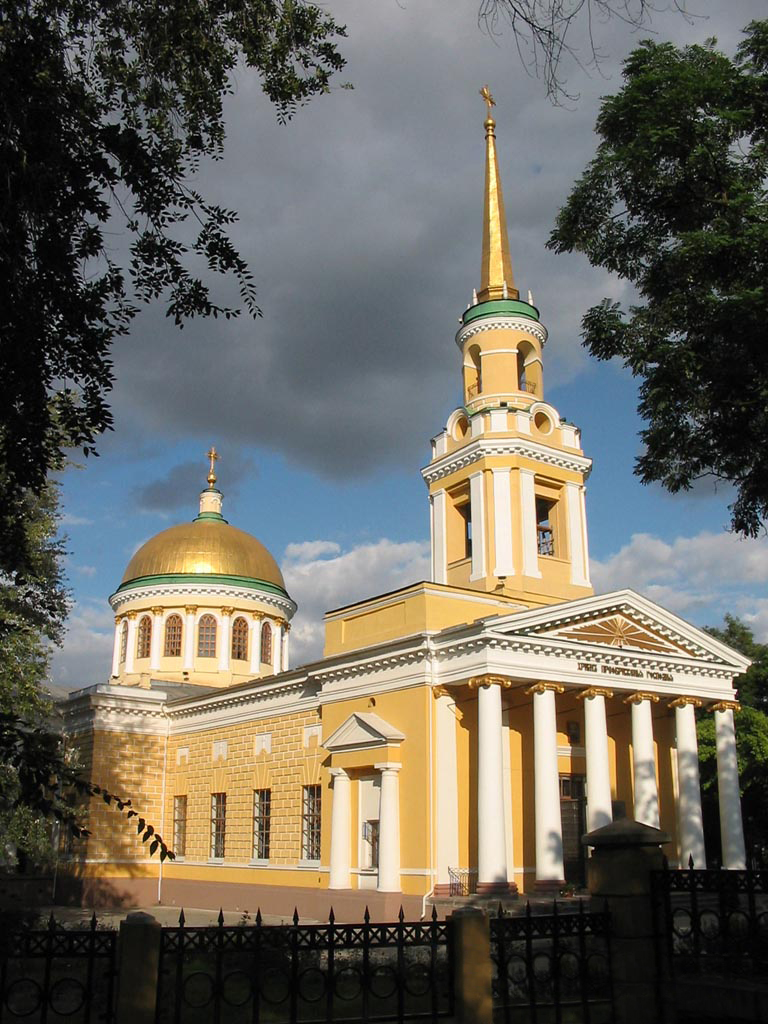
Una catedral ortodoxa del segle xix a la ciutat de Dniprò
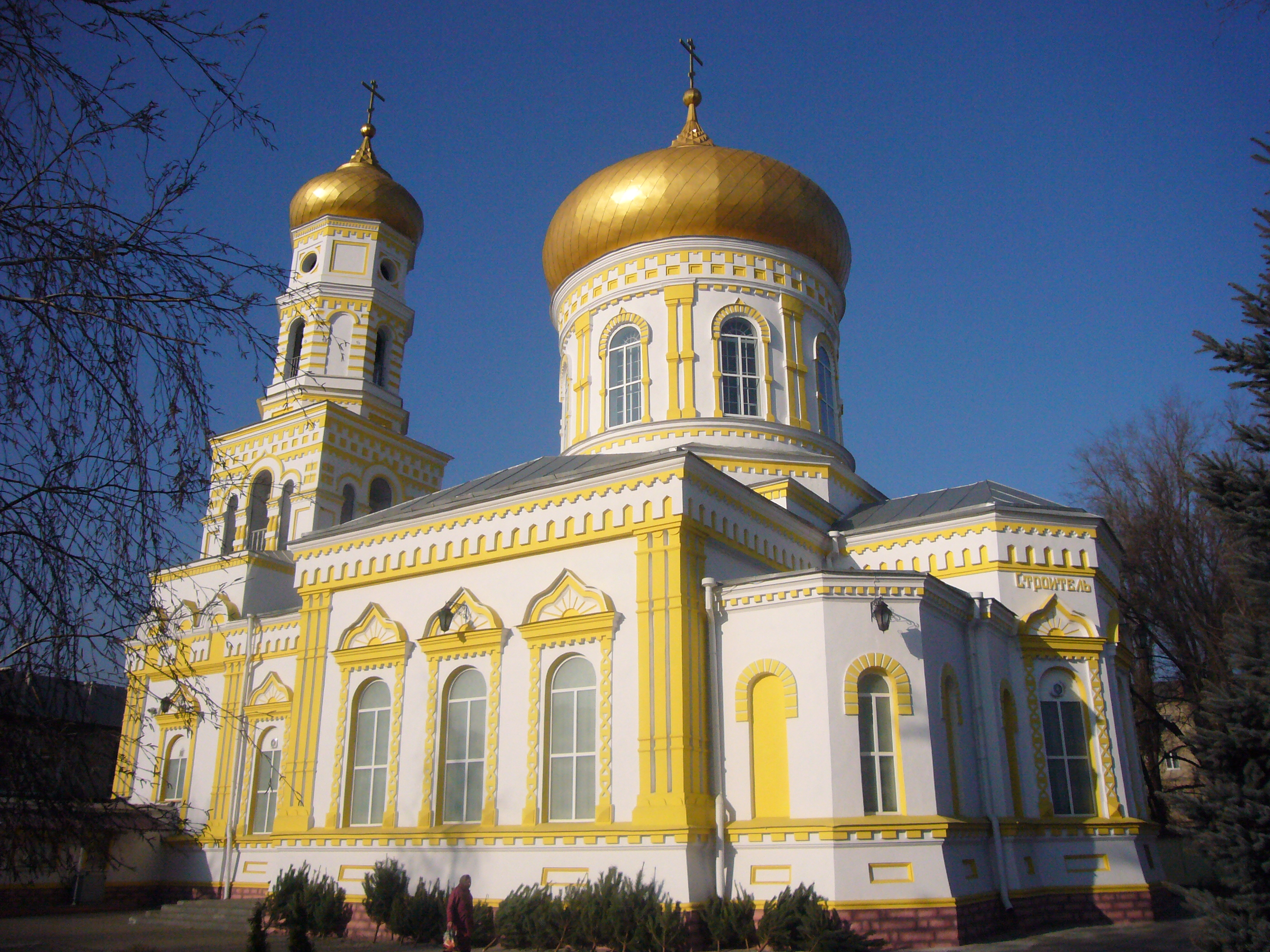
Catedral ortodoxa a Pavlohrad
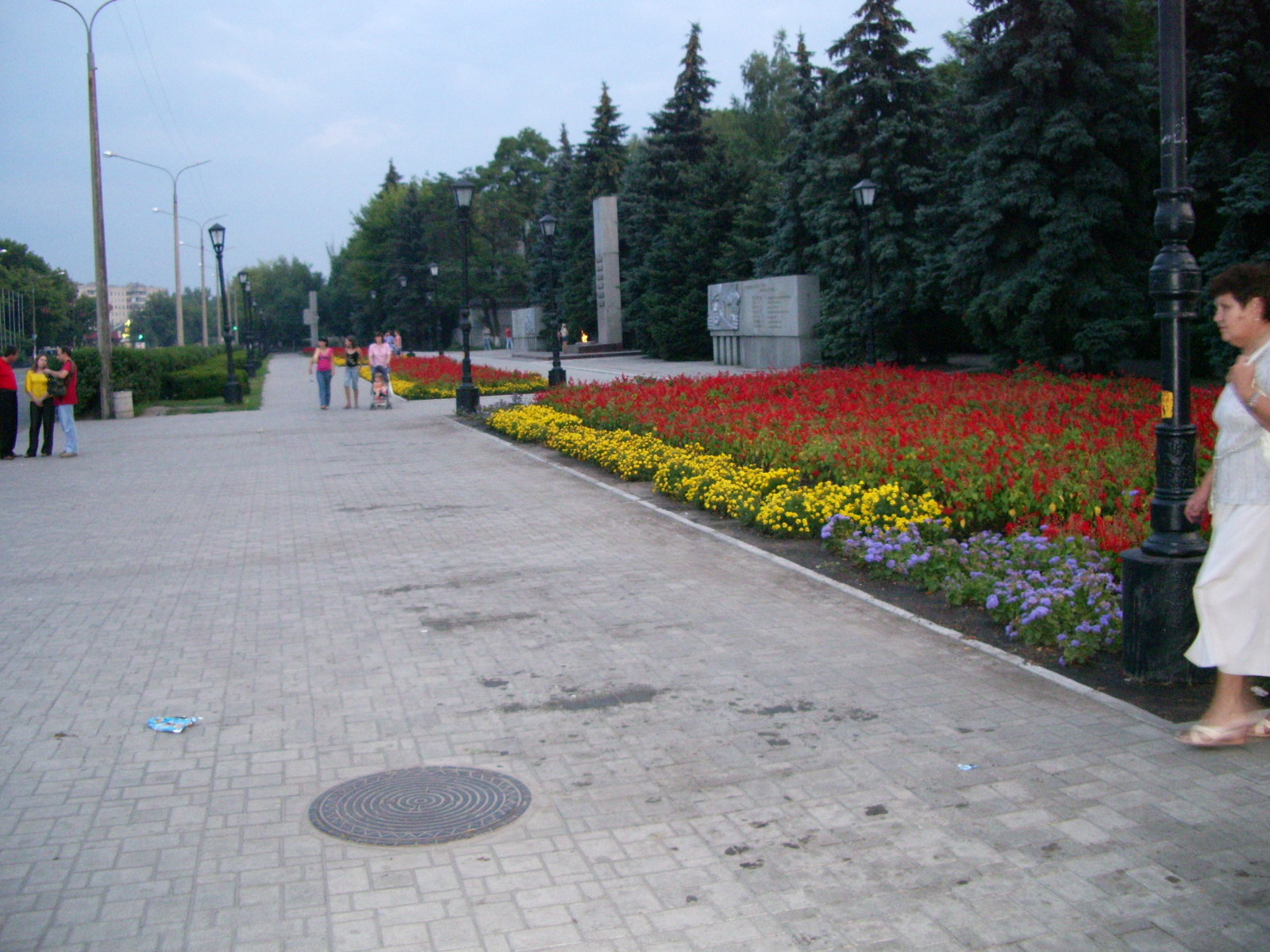
Avinguda Central, Pavlohrad
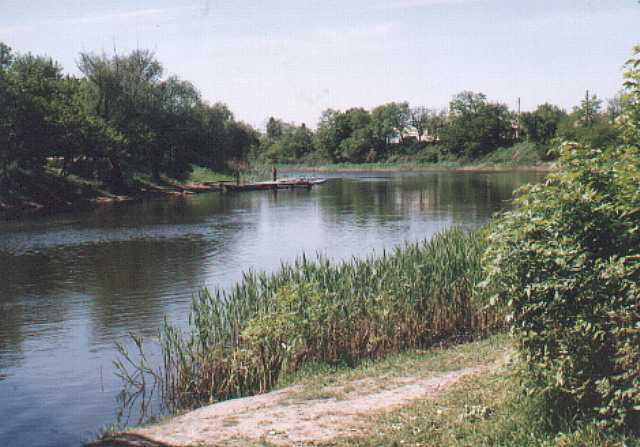
El Vovtxa prop de Pavlohrad
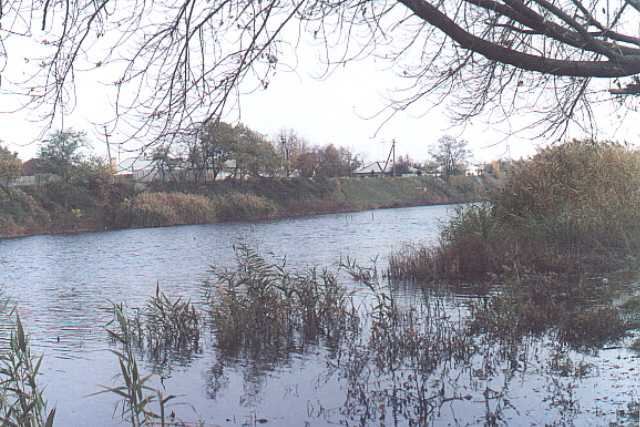
Una altra vista del Vovtxa prop de Pavlohrad.